# Calodactylodes
Genre
Synonymes
- Calodactylus Beddome, 1870

Calodactylodes est un genre de geckos de la famille des Gekkonidae.

## Répartition
Les espèces de ce genre se rencontrent en Inde et au Sri Lanka.

## Description
Ce sont des geckos nocturnes et terrestres de taille moyenne. Leurs pattes sont pourvues de doigts particulièrement élancés et fins.

## Liste des espèces
Selon The Reptile Database (12 septembre 2012) :
- Calodactylodes aureus (Beddome, 1870)
- Calodactylodes illingworthorum Deraniyagala, 1953

## Étymologie
Calodactylodes signifie « aux doigts élégants ».

## Taxinomie
Calodactylodes est un nom de remplacement pour Calodactylus créé par Beddome en 1870 mais préoccupé par Calodactylus Blanchard, 1850 un genre de coléoptère.

## Publication originale
- Strand, 1928 : Miscellanea nomenclatorica zoologica et palaeontologica, I-II. Archiv für Naturgeschichte, vol. 92, n. A8, p. 30-75.